# Micromeria
Micromeria — рід часто ароматичних багаторічних чи однорічних трав, напівкущів і кущів, що населяють Африку, південь Європи, південь Азії, захід Північної Америки. Етимологія: дав.-гр. μῑκρος — «малий», μερίς — «частка», що стосується листків і квітів.

## Біоморфологічна характеристика
Листки цілісні або зубчасті, від лінійних до яйцеподібних, плоскі або загнуті. Суцвіття пазушних кластерів або іноді поодиноких квіток у пазухах листків. Чашечка від актиноморфної до слабо 2-губої, дзвінчастої чи циліндричної форми, 5-лопатева, частки ± рівні або (3/2), спереду часто довші, іноді вигнуті, горло бородате чи ні. Віночок як правило, невеликий, від білого до жовтуватого, лілового, рожевого або пурпурного забарвлення, 2-губий, 4-лопатевий (1/3), задня губа виїмчаста й ± пряма, передня губа розпростерта, трубка циліндрична, іноді волохата в горлі. Тичинок 4. Горішки яйцеподібні, іноді шпилясті, ± гладкі, іноді волосисті, присутні слизові клітини. 2n = 20, 22, 30, 50, 60.

## Використання
Це ароматичні й лікарські рослини, що використовуються як ароматизатор та джерело ефірних олій. Ніжно ароматне листя використовують для ароматизації м'яса та овочів, аж до фруктових желе.

## Синоніми
Перелік синонімів: 
1. Apozia Willd. ex Steud.
2. Cuspidocarpus Spenn.
3. Micronema Schott
4. Piperella (C.Presl ex Rchb.) Spach
5. Sabbatia Moench
6. Tendana Rchb.f.
7. Zygis Desv.

## Види
Рід містить 69 видів: 